# Florae Peruvianae, et Chilensis Prodromus
Florae Peruvianae, et Chilensis Prodromus (abreviado Fl. Peruv. Prodr.) es un libro con ilustraciones y descripciones botánicas escrito conjuntamente por Hipólito Ruiz López y José Antonio Pavón y Jiménez. Fue publicado en el año 1794 con el nombre de Florae Peruvianae, et Chilensis Prodromus, sive novorum generum plantrum peruvianum, et chilensium descriptiones et icones. Madrid.
Hipólito Ruiz López fue director de la Expedición Botánica al Virreinato del Perú, con la que recorrió Chile y Perú junto a los botánicos José Pavón y Joseph Dombey. A su vuelta a la Península en 1788, dirigió la oficina de la Flora Peruviana y Chilensis, con objeto de publicar los materiales acopiados durante la Expedición y publicar la flora de Perú y Chile.